# Kélibia

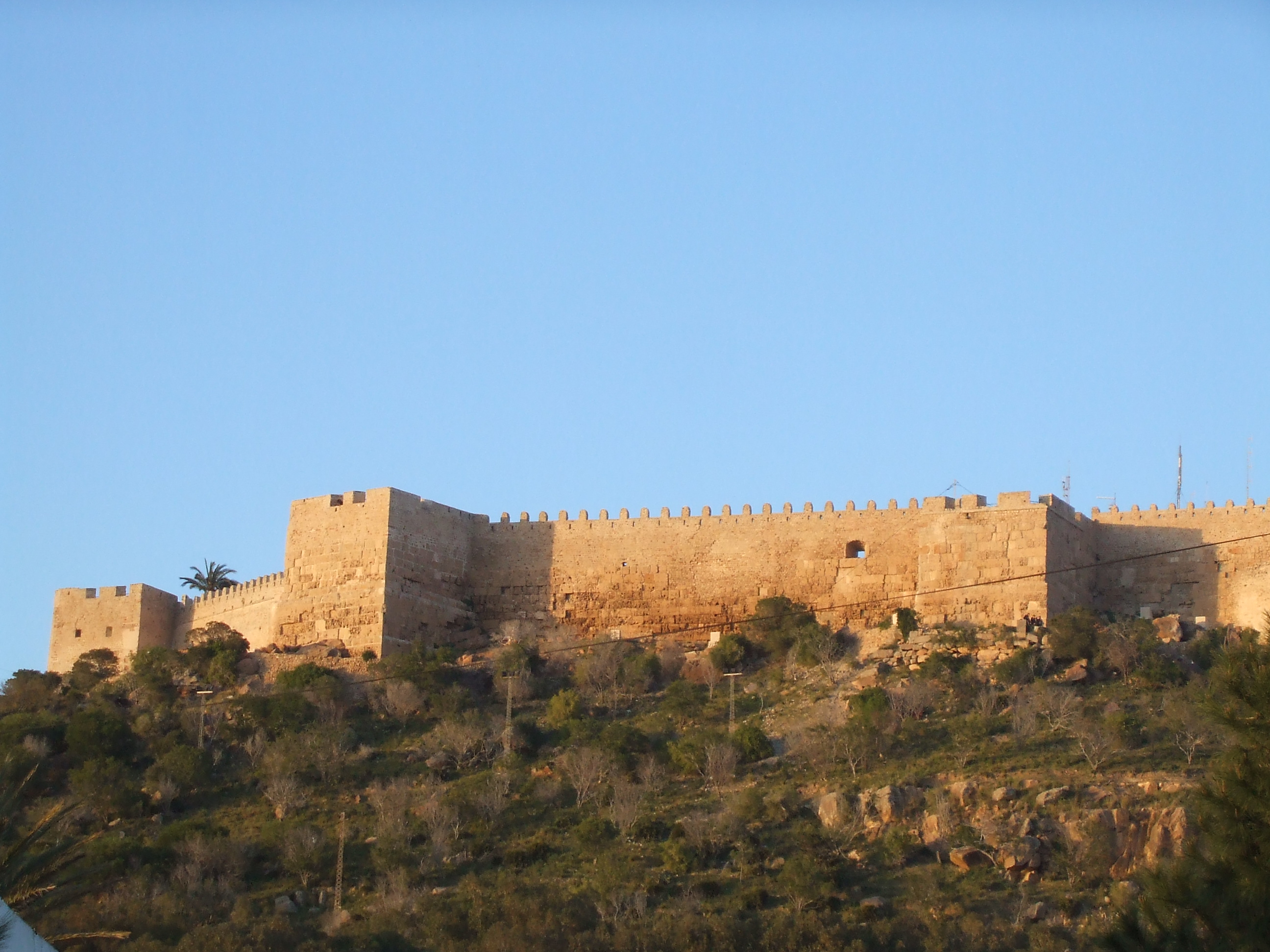
Vista panoràmica del castell de Kélibia

Kélibia (àrab: قليبية, Qalibiyya) és una ciutat de la costa de Tunísia, a la punta nord-est de la península del cap Bon, a la governació de Nabeul, propera al Ras Mostefa, situada uns 56 km al nord de Nabeul. La municipalitat té una superfície de 1.026 hectàrees. La població de la ciutat és de 33.000 habitants i la de la municipalitat de 43.209 habitants.

## Economia
És un port pesquer amb 15.000 tones de producció a l'any (la pesca es practica pel sistema de llums als vaixells o pesca de llamperó), sobretot sardines, sardinetes, anxoves i seitons, però té un desenvolupament turístic important. També s'hi produeix vi, conegut com a muscat de Kélibia, afruitat i sec.
A la rodalia de la ciutat, al cap de Ras Mostefa, hi ha un far i una estació meteorològica. La platja de la Mansourah, a uns 3 km de la ciutat, gaudeix de gran reputació i és considerada una de les millors de la Mediterrània. Una altra platja de renom és la de Hammam Ghezaz. A l'estiu, s'hi celebra un festival de la mar i cada dos anys un festival de cinema amateur (FIFAK).

## Història
Coneguda en època romana com Clypia or Clupea (grec antic: Κλυπέα), la ciutat fou fundada al segle v aC per Agàtocles de Siracusa i després ocupada pels cartaginesos, que la van anomenar Aspis (grec antic: Ἀσπίς).
El 255 aC hi va tenir lloc la primera batalla africana de la Primera Guerra Púnica, el setge d'Aspis, després del qual fou ocupada per primer cop pels romans. Hi van desembarcar Manli i Règul i, gràcies a la seva possessió, van poder-se retirar finalment quan foren recollits per la flota d'Emili i Fulvi el 255 aC. Posteriorment fou destruïda per Corneli Escipió Africà.
Un combat naval va tenir lloc enfront de la ciutat el 208 aC. Masinissa I es va escapar passant per la ciutat després de ser derrotat per Boccus, quan tothom es va pensar que s'havia ofegat en travessar el riu Wadi al-Adieb (204 aC).
A la Tercera Guerra Púnica el cònsol Pisó la va assetjar (148 aC) per terra i mar però va ser rebutjat. L'any 45 aC, va ser colònia romana. Va estar en possessió dels vàndals, els romans d'Orient i els àrabs. Després va convertir-se en la seu d'un bisbat (411-646) que va existir fins a la conquesta àrab, en què va quedar destruïda.
Del 1535 al 1546 la van saquejar tres vegades els castellans. D'aquesta època, es conserva la fortalesa del segle vi construïda pels romans d'Orient en un promontori a 150 metres, que els castellans van restaurar i després els otomans. El castell romà d'Orient (del segle v) es troba a la zona on s'havien construït diverses viles romanes, i on s'han trobat alguns mosaics importants, especialment les escenes de cacera en una vila del segle iv.

## Administració
És el centre de la delegació o mutamadiyya homònima, amb codi geogràfic 15 57 (ISO 3166-2:TN-12), dividida en cinc sectors o imades:
- Oued El Khatf (15 57 51)
- Melloul (15 57 52)
- Azmour (15 57 53)
- Kelibia Est (15 57 54)
- Kelibia Ouest (15 57 55)

Al mateix temps, forma una municipalitat o baladiyya (codi geogràfic 15 21). La municipalitat fou creada per decret de 13 de desembre de 1957.